# Conques-en-Rouergue
Conques-en-Rouergue é uma comuna francesa na região administrativa da Occitânia, no departamento de Aveyron. Estende-se por uma área de 106,23 km². Em 2010 a comuna tinha 1 700 habitantes (densidade: 16 hab./km²).
A municipalidade foi estabelecida em 1 de janeiro de 2016 e consiste na fusão das antigas comunas de Conques, Grand-Vabre, Noailhac e Saint-Cyprien-sur-Dourdou.